# Besos para todos
Besos para todos ou Beijos para todos (como ficou conhecido no Brasil) é um filme espanhol de 2000, dirigido por Jaime Chávarri e roteiro de José Ángel Esteban e Carlos López. No elenco estão Emma Suárez, Eloy Azorín, Roberto Hoyas, Chusa Barbero e Iñaki Font.

## Sinopse
Longe da família, um trio de jovens (Ramon, Alfonso e Nicholas) dividem uma casa, na cidade espanhola de Cádiz, onde estudam medicina. Dois deles acabam quebrando uma das regras criadas para promover o bom desenpenho na faculdade: não levar mulheres para o local.